# Andrzej Niedzielski
Andrzej Tadeusz Niedzielski, né le 21 décembre 1961 à Gdynia près de Gdańsk, est un astronome polonais.
Membre du centre d'astronomie de l'université Nicolas-Copernic (UMK) à Toruń, il est le co-découvreur de trois planètes extrasolaires (exoplanètes) : HD 17092 b, HD 102272 b, HD 102272 c.